# Dunkierka (film 2017)
Dunkierka (ang.: Dunkirk) – amerykańsko–brytyjsko–francusko–holenderski film wojenny w reżyserii Christophera Nolana, którego premiera miała miejsce 13 lipca 2017 roku w Londynie. Sam reżyser określa swoje dzieło jako „historię przetrwania” i „film trzymający w napięciu”.
Film opowiada o operacji Dynamo, która została przeprowadzona w dniach od 26 maja do 4 czerwca 1940 roku. Była to ewakuacja Brytyjskiego Korpusu Ekspedycyjnego, wojsk francuskich i belgijskich z Dunkierki do Wielkiej Brytanii, dzięki której uratowano 338 226 żołnierzy.
Film przedstawia historię z trzech przeplatających się perspektyw – lądu, morza i powietrza. Każda z nich prezentuje wydarzenia rozgrywające się w innych ramach czasowych, pierwsza przedstawia trwającą tydzień historię uciekającej przed niemieckimi wojskami piechoty; druga ukazuje wydarzenia rozgrywające się w ciągu jednego dnia na cywilnym statku, który wyruszył na pomoc żołnierzom; a ostatnia, opowiada – trwającą jedynie godzinę – historię pilotów myśliwców Spitfire, którzy ubezpieczają uciekających z Dunkierki żołnierzy.
Dunkierka otrzymała bardzo pozytywne recenzje od krytyków i zdobyła trzy Oscary za montaż, dźwięk oraz montaż dźwięku. Zarobiła 527,3 miliona dolarów amerykańskich przy budżecie wynoszącym 100 milionów. Według stanu na 21 kwietnia 2018 roku.

## Obsada
- Fionn Whitehead(inne języki) jako Tommy, szeregowy Armii Brytyjskiej
- Tom Glynn-Carney jako Peter, syn pana Dawsona
- Jack Lowden(inne języki) jako Collins, pilot Royal Air Force
- Harry Styles jako Alex, szeregowy Armii Brytyjskiej
- Aneurin Barnard(inne języki) jako Gibson, żołnierz z niskim stopniem wojskowym
- James D’Arcy jako pułkownik Winnant
- Barry Keoghan jako George
- Kenneth Branagh jako komandor Bolton
- Cillian Murphy jako dygoczący żołnierz
- Mark Rylance jako pan Dawson, marynarz, ojciec Petera
- Tom Hardy jako Farrier, pilot Royal Air Force

W roli cameo pojawia się także Michael Caine, który rozmawia przez radio z pilotem Royal Air Force.

## Produkcja
Christopher Nolan rozmyślał nad nakręceniem Dunkierki już około 20 lat przed premierą filmu, w środku realizacji Śledząc. Wraz ze swoją dziewczyną, producentką Emmą Thomas (która obecnie jest jego żoną), dołączyli do przyjaciela żeglującego małym jachtem z Anglii przez kanał La Manche do Dunkierki. Według Nolana podróż trwała 19 godzin i zakończyła się w środku nocy, morze było niewiarygodnie niespokojne, a wiatr był okrutnie zimny. Stwierdził, że „[Podróż trwała tak długo] I to bez ludzi zrzucających bomby na nas. Nie byliśmy w strefie wojny”. Dodał także, że w trakcie tego bardzo intensywnego przeżycia „zostało zasiane w nim ziarno”. Po premierze Interstellar w 2014 roku, Christopher Nolan rozmawiał ze swoją żoną na temat następnego filmu, nad którym wspólnie będą pracować. To ona przypomniała i zwróciła uwagę reżysera na książki o tematyce związanej z wydarzeniami, które miały miejsce na wybrzeżu Dunkierki. Nolan twierdzi, że historia operacji Dynamo nie była opowiedziana we współczesnym kinie od 1958 roku, kiedy to Leslie Norman nakręcił czarno-biały film Dunkierka, w którym wystąpili John Mills i Richard Attenborough. Według Nolana jednym z powodów było to, że tak ogromne wydarzenia muszą być przedstawione w olbrzymiej skali, a to wymaga odpowiedniego budżetu. Wytwórnie filmowe w Stanach Zjednoczonych, które mogą wyłożyć duże pieniądze na film, są zainteresowane tworzeniem filmów o Amerykanach, a ci nie brali udziału w tej ewakuacji wojsk alianckich. Nolan podjął się tworzenia tego filmu dopiero wtedy, gdy uzyskał pewność, że będzie mógł nakręcić brytyjski film, ale z amerykańskim budżetem.
W trakcie przygotowań do produkcji filmu, Nolan spędził kilka dni jeżdżąc po Anglii i rozmawiając z weteranami, którzy brali udział w operacji Dynamo. Otrzymał także pomoc od Imperial War Museum oraz historyka Joshui Levine’a, który opracował książkę zatytułowaną „Forgotten Voices of Dunkirk” i który został konsultantem w sprawach historycznych przy produkcji filmu. Filmowcy skontaktowali się także z lotnikiem Danem Friedkinem, który posiada sześć Spitfireów. Rozmawiali z nim na temat charakteryzacji samolotów, o tym, jak latają te maszyny oraz o przeciążeniach działających na pilotów. Przed napisaniem scenariusza, Nolan opracował precyzyjną „matematyczną strukturę” dla historii. Ta struktura miała znaczący wpływ na tworzenie ścieżki dźwiękowej przez długoletniego współpracownika Nolana – kompozytora Hansa Zimmera. Skomponowanie muzyki do filmu zajęło rok. W maju 2016, w Dunkierce rozpoczęły się zdjęcia do filmu. Duża część produkcji filmu odbywała się właśnie tam, a główna obsada spędziła kilka tygodni na treningu na plaży i na oceanie. W filmie ograniczono CGI, a filmowcy starali się odnaleźć prawdziwe statki i samoloty, które są jak najbardziej podobne do tych, które rzeczywiście brały udział w operacji Dynamo. Do destrukcji samolotów na planie używano replik, a nie antyków.
Nolan twierdzi, że nie chciał tworzyć typowego filmu wojennego, a zamiast tego pragnął nakręcić film trzymający w napięciu, chciał opowiedzieć historię przede wszystkim poprzez obrazy. Pomimo że studio dało mu „wolną drogę” w kwestii zrobienia filmu, to Nolan nakręcił film, który został sklasyfikowany jako PG–13, a nie tak jak większość filmów z tego gatunku jako R. Reżyser oznajmił, że nie chciał robić filmu, którego intensywność bazuje na „makabrze i rozlewaniu krwi”, lecz na rytmie, wzrastającym napięciu oraz pokrywających się historiach. Według Nolana w filmie użyto „języka thrillera Hitchcocka” do stworzenia natychmiastowej empatii z bohaterami występującymi na ekranie. W Dunkierce występują fikcyjni bohaterowie zainspirowani prawdziwymi uczestnikami operacji Dynamo. Nolan nie chciał dotykać polityki, więc w filmie nie występują postacie historyczne, w tym brytyjski premier Winston Churchill. Dialogi i przedakcja są ograniczone do minimum.
Dunkierka jest najkrótszym filmem wyreżyserowanym przez Christophera Nolana od czasu pełnometrażowego debiutu reżysera z 1998 roku – filmu Śledząc. Scenariusz Dunkierki ma jedynie 76 stron i jest w przybliżeniu o połowę krótszy niż typowy scenariusz filmu Nolana. Według reżysera, scenariusz został napisany na zasadach muzyki. Opiera się na iluzji dźwiękowej zwanej dźwiękiem Sheparda.
Gaża Christophera Nolana wyniosła 20 milionów dolarów amerykańskich plus 20 procent zysków z filmu. Jest to największa pensja dla reżysera od czasu, gdy Peter Jackson wynegocjował taką samą gażę za wyreżyserowanie filmu King Kong.

### Zdjęcia
Autorzy filmu wykorzystali podczas produkcji następujące lokacje na terenie czterech krajów:
- Francja: Dunkierka (kilka ulic i plaż);
- Anglia: port w Weymouth i dworzec kolejowy w Swanage w hrabstwie Dorset, lotnisko Daedalus Airfield w hrabstwie Hampshire;
- Holandia: jezioro IJsselmeer;
- USA: latarnia Point Vicente, klify na półwyspie Palos Verdes oraz wytwórnia Warner Brothers w Burbank w Kalifornii[24][25].

### Dobór obsady
Na obsadę Dunkierki składają się zarówno uznani brytyjscy i irlandzcy aktorzy, jak i mało znani, młodzi aktorzy. Christopher Nolan nie zgodził się, aby młode postacie grali starsi aktorzy. W grudniu 2015 roku ujawniono, że w obsadzie znaleźli się Mark Rylance, Kenneth Branagh i Tom Hardy; w marcu 2016 roku ogłoszono, że do obsady dołączyli Fionn Whitehead, Jack Lowden, Aneurin Barnard oraz Harry Styles; w kwietniu okazało się, że w filmie zagra także Cillian Murphy.

## Promocja
Wraz z premierą filmu Legion samobójców, 4 sierpnia 2016 zadebiutował – trwający około minuty – pierwszy zwiastun Dunkierki. 14 grudnia 2016 zadebiutował drugi, trwający około dwóch minut zwiastun. Przed niektórymi pokazami filmów Łotr 1. Gwiezdne wojny – historie w grudniu 2016, Kong: Wyspa Czaszki w marcu 2017 oraz Wonder Woman w czerwcu 2017 w kinach IMAX widzowie mogli ujrzeć ponad pięciominutowy prolog Dunkierki. W telewizji w Stanach Zjednoczonych, w trakcie meczów NBA pokazywany był spot promujący film. 5 maja 2017 zadebiutował kolejny zwiastun produkcji Christophera Nolana, został wpierw poprzedzony opublikowaniem 1 maja 2017 15–sekundowego teasera.

## Premiera
Premiera Dunkierki odbyła się w Londynie 13 lipca 2017, a polska 21 lipca 2017. Film pojawił się w kinach formacie cyfrowym, IMAX, 35mm oraz 70mm. Format 70 mm był dostępny w 125 kinach. Było to największe wykorzystanie tego formatu od 25 lat.

## Odbiór

### Dochód
Budżet filmu Dunkierka wyniósł 100 milionów dolarów amerykańskich. Według danych na 21 kwietnia 2018 roku, film zarobił 190,1 mln dolarów amerykańskich w Stanach Zjednoczonych oraz 337,2 mln w pozostałych krajach, czyli łącznie 527,3 mln dolarów amerykańskich na całym świecie
Według prognoz poprzedzających premierę Dunkierki, w premierowy weekend film miał zarobić 35–40 milionów dolarów w Stanach Zjednoczonych. Jednakże prognozy okazały się niedoszacowane i na otwarcie film zarobił 50,5 mln dolarów amerykańskich dzięki czemu został najlepiej zarabiającym filmem weekendu, w którym zadebiutował. Film był pokazywany w 3720 amerykańskich kinach. Dla reżysera Christophera Nolana jest to czwarte najlepsze otwarcie w karierze po filmach: Mroczny Rycerz powstaje (2012) – 160 887 295 USD, Mroczny Rycerz (2008) – 158 411 483 USD i Incepcja (2010) – 62 785 337 USD oraz trzecie najlepsze otwarcie filmu, którego akcja rozgrywa się przynajmniej częściowo w czasach II wojny światowej po: Kapitan Ameryka: Pierwsze starcie (2011) – 65 058 524 USD i Pearl Harbor (2001) – 59 078 912 USD.
W ten sam weekend poza granicami Stanów Zjednoczonych film zarobił 46,8 mln dolarów amerykańskich (55,4 mln dolarów amerykańskich w okresie 13–23 lipca 2017). Lepszy wynik od Dunkierki osiągnął tylko film animowany Dru, Gru i Minionki, który zarobił w analogicznym okresie 48 mln dolarów amerykańskich. Dunkierka zarobiła w pierwszy weekend 12,4 mln dolarów amerykańskich w Wielkiej Brytanii, 10,3 mln dolarów amerykańskich w Korei Południowej oraz 4,7 mln dolarów amerykańskich w Austrii. Film zarobił także 4,9 mln dolarów amerykańskich we Francji w okresie 19–23 lipca 2017 roku (w tym 2,2 mln dolarów amerykańskich przed weekendem).
W polskich kinach Dunkierkę obejrzało 640 981 widzów, z czego na otwarcie film zobaczyło 116 429 osób. Jest to trzeci wynik otwarcia wśród produkcji wyreżyserowanych przez Christophera Nolana. Polskie kina otrzymały 237 kopii Dunkierki.
Dunkierka uzyskała ocenę A- w ankietach przygotowanych przez CinemaScore i przeprowadzanych wśród widowni filmu. Oznacza to, że film podoba się widzom i istnieje duże prawdopodobieństwo, że liczba widzów w kolejnych tygodniach drastycznie się nie zmniejszy.

### Krytyka
W serwisie Rotten Tomatoes film uzyskał wynik 92% ze średnią ocen 8,6/10 na podstawie 376 recenzji, natomiast na portalu Metacritic średnia ocen z 53 recenzji wyniosła 94 punkty na 100.
Bill Goodykoontz z serwisu Arizona Republic stwierdził, że Dunkierka jest genialnym filmem i najlepszym, który wyreżyserował Christopher Nolan. Blake Goble z portalu Consequence of Sound stwierdził, że dzięki zmieszaniu techniki, historii oraz „tematycznego wezwania do akcji” jest to klasyczny, a jednocześnie modernistyczny film akcji, który będzie oglądany i analizowany w szkołach oraz klubach filmowych w najbliższych latach. Daniel Krupa z portalu IGN określił film jako monumentalny, niekonwencjonalny oraz często oszałamiający. Kate Taylor z The Globe And Mail napisała, że Dunkierka technicznie budzi strach i podziw, jest narracyjnie pomysłowa oraz złożona tematycznie. Dodała także, że Dunkierka ożywia swój gatunek, gdyż jest zarazem wstrząsającym, jak i inteligentnym filmem wojennym. Stephanie Zacharek z Time napisała, że jeżeli czytelnik nie ma innego powodu, to warto żeby zobaczył ten film chociaż dla widoku twarzy mężczyzn, którzy podjęli działania, nie mając pojęcia, co stanie się ze światem, jednakże wiedzieli, że chcą tego, co najlepsze. Michael O’Sullivan z The Washington Post stwierdził, że jest to film, w którym niektóre dialogi przepadają w kakofonii krzyków, muzyki symfonicznej i otaczającego zamętu.

### Nagrody i nominacje
Dunkierka otrzymała osiem nominacji do Oscarów w kategoriach: najlepszy film, najlepszy reżyser, najlepsza muzyka oryginalna, najlepsza scenografia, najlepsze zdjęcia, najlepszy dźwięk, najlepszy montaż oraz najlepszy montaż dźwięku. Zdobyła trzy nagrody, za montaż, dźwięk oraz montaż dźwięku.